# 從兄弟煮
從兄弟煮（日语：／ itokoni），又稱從子煮、從弟煮、最濃煑、倭毒護煮，日本佛教料理，通常為報恩講之日進行食用，但在冬至及平時也會作為副餐食用。與之相似的料理有從兄弟汁（いとこ汁）、從兄弟煉（やいとこねり）、御座煮（ござに）等。

## 由來
從兄弟煮的起源可以追溯到鎌倉時代初期僧侶親鸞在他的草庵開講時，將紅豆加入農作物之煮物中所製成的茶菓子替代品。後於室町時代後期的《伊京集》中被記載為「從子煮」，並在江戶時代流行起來。

## 関連項目
- 日本鄉土料理列表
- 筑前煮： 與北陸從兄弟煮類似，為北部九州由根菜類所製成不含紅豆的煮物。
- 煮込：與廣島縣從兄弟煮類似，食材與烹調方式與北陸從兄弟煮相近。

### 出典

#### WEB
1. ↑  相模原市立橋本圖書館. . 2010-06-22  [2021-10-10].

#### 書籍
1. ↑  小学館国語辞典編集部 2000.
2. ↑  本間伸夫 2010，第26頁.
3. ↑  小原哲二郎(監修) & 細谷憲政(監修) 1997，第383頁.
4. ↑  石崎直義 1976，第59頁.
5. ↑  松下幸子 1996，第116頁.

## 外部連結
维基共享资源上的相關多媒體資源：從兄弟煮